# جورج جونستون (لاعب كرة قدم أسترالية)
جورج جونستون (بالإنجليزية: George Johnston)‏ هو لاعب كرة قدم أسترالية أسترالي، ولد في 12 فبراير 1877 في Port Melbourne ‏ في أستراليا، وتوفي في 11 أغسطس 1945.

## وصلات خارجية
- جورج جونستون على موقع AustralianFootball.com (الإنجليزية)
- جورج جونستون على موقع AFLtables.com (الإنجليزية)